# Józef Biniaś
Józef Biniaś (ur. 23 stycznia 1888 w Rozbitku, zm. 1940 w Kalininie) – podkomisarz Policji Państwowej, kawaler Orderu Virtuti Militari, jedna z ofiar zbrodni katyńskiej.

## Życiorys
Syn Wojciecha i Teofili z Muchajerów. W latach 1894–1902 uczęszczał do szkoły ludowej w Kurnatowicach. Od 1910 roku w armii Cesarstwa Niemieckiego, uczestnik I wojny światowej. Od 1 stycznia 1919 roku w Wojsku Polskim, 7 stycznia 1919 roku dołączył do Formacji Powstańczych Grupy Zachodniej w Powstaniu Wielkopolskim jako dowódca kompanii wojsk powstańczych. Uczestnik wojny polsko-bolszewickiej. 4 lutego 1921 roku odznaczony Krzyżem Walecznych za niezwykłą waleczność i bohaterstwo podczas walk odwrotowych nad Bugiem w rejonie miejscowości Wierów. Zwolniony z wojska 17 czerwca 1922 roku, porucznik rezerwy piechoty z przydziałem do 58 pułk piechoty w garnizonie Poznań. Od 5 grudnia 1922 roku w Policji Państwowej, pełnił służbę m.in. jako Zastępca Komendanta Powiatowego Policji w Działdowie (1924), Komendant Powiatowy Policji w Wąbrzeźnie (1929) i Kamionce Strumiłowej. W latach 1938–1939 pełnił służbę w Bydgoszczy, we wrześniu 1939 roku jako kierownik IV Komisariatu.
1 września 1939 roku zmobilizowany do wojska w Równem. Po agresji ZSRR na Polskę w 1939 roku znalazł się w niewoli radzieckiej w specjalnym obozie NKWD w Ostaszkowie. Zamordowany przez NKWD wiosną 1940 roku jako jedna z ofiar zbrodni katyńskiej. Pochowany w Miednoje.

## Rodzina
5 czerwca 1923 roku zawarł związek małżeński z Otylią Gruźlewską, z którą miał czworo dzieci: trzy córki i syna.

## Awans pośmiertny i upamiętnienie
W 1985 roku na cmentarzu parafialnym w Sierakowie powstał symboliczny grób Józefa Biniasia. 4 października 2007 roku Józef Biniaś został pośmiertnie awansowany na stopień komisarza Policji Państwowej. W 2008 roku przy ul. Powstańców Wielkopolskich 2 w Kamionnej posadzono poświęcony mu Dąb Pamięci. W 2010 roku postać Józefa Binasia stała się jednym z tematów projektu „Kamienie Pamięci – znajdź bohatera Września 1939” organizowanego przez Biuro Edukacji Publicznej Instytutu Pamięci Narodowej; projekt badawczy dotyczący tej postaci został zrealizowany przez Zespół Szkół im. Jana Pawła II w Łowyniu.

## Ordery i odznaczenia
- Krzyż Niepodległości (9 listopada 1932)[7]
- Krzyż Walecznych
- Srebrny Krzyż Zasługi (20 września 1924)[8]
- Medal Dziesięciolecia Odzyskanej Niepodległości
- Brązowy Medal za Długoletnią Służbę